# Allokution
Allokution (lat. allocutio „Ansprache“) bezeichnet generell eine förmliche Ansprache. Im diplomatischen Gebrauch ist es die Ansprache oder auch die Grußworte eines Botschafters an eine Versammlung. Die Allokution dient im Allgemeinen dazu, gezielt und genau anzusprechen, was man aus bestimmten Anlässen zu tun gedenkt. Damit ist auch eine gewisse Form von Anordnungen an die „Versammelten“ verbunden. Letztlich sollen im Prinzip Zweifel und Unstimmigkeiten beseitigt werden.

## Römisch-militärische Bedeutung
Der Begriff der allocutio wurde von den römischen Feldherren für die Ansprache der Kommandanten an ihre Truppe angewandt. Diese erfolgte vor oder während einer Schlacht, um die Kämpfenden aufzurütteln und auf ihre Pflichten hin zu ermahnen. Der Begriff wurde von den kirchlichen Autoritäten adoptiert und behielt noch jahrelang viel von seiner originalen Bedeutung, besonders wenn es um „den Kampf der  Hl. Katholischen Kirche“ ging. Eine am 7. März 1853 bekannt gewordene Allokution über die Einrichtung von fünf Bistümern in den Niederlanden löste bei der mehrheitlich protestantischen Bevölkerung eine erhebliche Entrüstung aus. Staatsmann Johan Rudolf Thorbecke, der die Verhandlungen mit der Kirche geführt hatte, reichte in der Folge seinen Rücktritt ein. Auch mit seiner Ansprache Iamdudum cernimus ging Papst Pius IX. auf den heftigen Kampf zwischen den konkurrierenden Prinzipien Wahrheit und Irrtum, Tugend und Laster sowie Licht und Finsternis ein.

## Päpstliche Ansprachen
In der heutigen Zeit wird die Allokution in der römisch-katholischen Kurie und dem Kardinalskollegium als eine Ansprache des Papstes zu einem kirchlichen oder politischen Thema verstanden. Mit ihr kann der Papst eine Exhortatio verbinden oder zu bestimmten Themenbereichen Stellung beziehen, aber auch Empfehlungen aussprechen. Die Ansprachen der Päpste werden dokumentiert und teilweise veröffentlicht.

## Quelle
- Gerhard Wahrig (Hrsg.), Fremdwörterlexikon, Verlagsgruppe Bertelsmann/Mosaik Verlag, München 1985.